# Annals of Combinatorics
Annals of Combinatorics (abrégé par Ann. Comb.), est une revue mathématique spécialisée en combinatoire fondée en 1997 et publiée par Birkhäuser et Springer Science+Business Media.

## Description
Le journal publie des contributions aux mathématiques combinatoires dans tous ses domaines. Une attention particulière est accordée aux développements nouveaux qui sont prometteurs d'éventuelles percées mathématiques.
Les articles publiés dans les Annals of Combinatorics portent sur la combinatoire et sur les problèmes et théories issues d'applications à l'informatique, à la biologie, aux statistiques, aux probabilités, à la physique et à la chimie, ainsi que sur des travaux de nature combinatoire en théorie des représentations, en théorie des nombres, en topologie, en géométrie algébrique et en théorie des fonctions spéciales.
La revue publie un volume annuel comprenant 4 numéros par volume, avec environ 800 pages par volume. À titre d'exemple, le volume 28 de 2018 est composé de 4 numéros, pour un total de 905 pages ; le volume 29 est plus épais parce qu'il contient un numéro spécial en l'honneur de George Andrews.
Les éditeurs en chef de la revue étaient William Y.C. Chen (en), George E. Andrews et Peter Paule jusqu'en décembre 2019, auxquels succèdent depuis septembre 2019 Kolja Knauer, Matjaž Konvalinka et Marni Mishna, puis Frédérique Bassino

## Accès, indexation et impact
Les articles ne sont pas en général en libre accès, sauf si l'institution des auteurs a acheté ce droit pour l’article (la politique dite « hybride » de Springer). Sur un total de 845 articles publiés depuis la création du journal en 1997, 30 articles sont en libre accès et téléchargeables.
Le Mathematical Citation Quotient (MCQ) des Mathematical Reviews est de  0,73  pour 2018. Sur SCImago Journal Rank, le coefficient est de 0,91 pour 2018.
La revue est indexée par les bases usuelles de Springer, et notamment par SCImago Journal Rank, Scopus, Science Citation Index Expanded, MathSciNet et Zentralblatt MATH. 